# トクトア (遼王)
トクトア（モンゴル語: Toqto'a、中国語: 遼王脱脱、? - 1328年）は、チンギス・カンの弟のテムゲ・オッチギンの子孫で、モンゴル帝国の皇族である。『元史』などの漢文史料では遼王脱脱、『集史』などのペルシア語史料ではتوقتا کوونTūqtā Kūwnと記される。

## 概要
トクトアは『集史』「イェスゲイ・バハードゥル紀」の系図ではチンギス・カンの弟のテムゲ・オッチギンの孫のナヤンの子と記されているが、トクトアの姉のイェスンジン公主（太師オチチェルの妻）をタガチャルの孫とする記述もあり、この場合トクトアはナヤンの兄弟に相当する。至元24年（1287年）、カサル家、カチウン家とともにナヤンはクビライに対して叛乱を起こしたが、クビライは自ら軍を率いてナヤン軍を撃ち破り、ナヤンは捕らえられて叛乱は鎮圧された。この叛乱によって東方三王家が取りつぶされることはなかったものの、カサル家ではシクドゥルからバブシャに、カチウン家ではシンナカルからエジルに当主がすげ替えられ、オッチギン家ではナヤンに代わって庶流のナイマダイが一時有力となった。しかし、結局ナイマダイが正式にオッチギン家の当主となることはなく、オッチギン家ではナヤンの子のトクトアが当主の座につくこととなった。
セチェン・カアン（クビライ）の死後、オルジェイトゥ・カアン（成宗テムル）が即位すると中央アジアのカイドゥが大元ウルスに攻め込み、トクトアら東方三王家の諸王はカイシャン（後の武宗クルク・カアン）の指揮の下カイドゥとの戦いに参加した。大徳5年（1301年）には大元ウルスとの戦闘で負った傷が元でカイドゥが亡くなり、翌年にはカラコルム駐屯軍は造酒を禁じるが、アナンダ、トクトア、バブシャ、エジルら諸王のみは許すとの命令も出された。大徳7年（1303年）にはカイドゥとの戦争での功績としてカイシャン、アナンダ、バブシャらとともにカアンより下賜を受けた。ブヤント・カアン（仁宗アユルバルワダ）の治世、延祐3年（1316年）には最高位の「遼王」に封ぜられ、これ以後オッチギン王家の当主は遼王を称するようになった。
ゲゲーン・カアン（英宗シデバラ）が暗殺されて泰定帝イェスン・テムル・カアンが即位した後、泰定元年（1324年）にトクトアは親族のバリヤ大王およびその家族・妃を殺し、その財産を接収するという事件を起こした。この事件に対して漢人官僚の多くは反発し、トクトアから王号を剥奪して別の遼王（すなわちオッチギン家当主）を立てる、もしくはオッチギン王家そのものを廃止すべし、との声が上がったが、イェスン・テムル・カアンはトクトアを処罰することはなかった。また、泰定3年（1326年）にはオッチギン王家が祀るチンギス・カンおよびその兄弟の母のホエルンのオルドの宮守兵および女真人屯戸の復活を申請したが、これは許されなかった。
1328年、年号が致和と改元された直後にもトクトアは5千錠を賜ったが、その5カ月後にイェスン・テムル・カアンは亡くなった。イェスン・テムル・カアンの死後、キプチャク軍閥の長エル・テムルはイェスン・テムルの側近ダウラト・シャーおよび遼王トクトアと梁王オンシャンが徒党を組んで国政を壟断し、人民が不平を感じていることを理由として西安王アラトナシリとともに内乱を起こすことを決めた。エル・テムルおよびアラトナシリはトク・テムル（後の文宗ジャヤガトゥ・カアン）を擁立して大都を拠点としたために大都派と呼ばれ、ダウラト・シャーおよび遼王トクトアら旧イェスン・テムル政権の有力者はアリギバを擁立して上都に拠ったため上都派と呼ばれた。
同年8月、エル・テムルらの行動を知った上都派の有力者達は軍を派遣して大都を攻める一方、遼王トクトアやダウラト・シャーらが上都を守ったが、精強なキプチャク兵を擁する大都派に劣勢となり、逆に上都を包囲されてしまった。上都を包囲したのはカサル王家の斉王オルク・テムルおよび東路蒙古元帥のブカ・テムルで、ここに至ってダウラト・シャーは降伏し、梁王オンシャンは逃れたが、トクトアは斉王オルク・テムルによって殺されてしまった。オッチギン王家当主のトクトアが同じ東方三王家の当主に殺されてしまったというのは、この時オッチギン王家が弱体化し東方三王家の結束が失われてしまっていたことを示すと考えられている。
トクトアの死後、江南行台御史は「遼王トクトアは父祖（ナヤン）の代より屡々反逆を行っているが、それは分封された土地が広大で物資が多いためである。宜しく遼王の王号を廃止してオッチギン王家を遠方に移住させ、その分封地を接収すべきである」と奏上したが、結局この奏上は受け容れられることなくトクトアの息子（あるいは近親者）のヤナシュリがトクトアの後を継ぎ、遼王の印を賜った。

## 子孫
トクトアの後を継いだヤナシュリは明朝が興って元朝を万里の長城以南から排除した後もオッチギン王家を存続させ、大カアン配下の有力な臣下として明朝にも知られていたが、洪武年間に亡くなった。
ヤナシュリの後を継いだアジャシュリは明朝に降伏して泰寧衛指揮使の職を授けられ、これ以後泰寧衛はヤナシュリ・アジャシュリの血を引くオッチギン王家の統治する羈縻衛所として存続した。成化年間には「劉王（遼王の誤訳と見られる）」と称したウネ・テムルが泰寧衛を統治しており、オッチギン王家およびトクトアが賜った「遼王」の称号が15世紀まで存続していたことが確認されるが、このウネ・テムルの代にヤナシュリ－アジャシュリの血統は断絶してしまった。

## オッチギン王家
- テムゲ・オッチギン（Temüge Odčigin,鉄木哥斡赤斤／تموگه اوتچگين Temūga Ūtchigīn）
  - ジブゲン大王（J̌ibügen,只不干大王／جیبوJībū）
    - タガチャル国王（Taγačar,塔察児国王／طغاچار نویانTaghāchār Nūyān）
      - アジュル大王（Aǰul,阿朮魯大王／اجولAjūl）
        - ナヤン大王（Nayan,乃顔大王／نایانNāyān）
          - 遼王トクトア（Toqto'a,遼王脱脱／توقتا کوونTūqtā Kūwn）
            - 遼王ヤナシュリ（Yanaširi,遼王牙納失里）
              - 遼王アジャシュリ（Aǰaširi,遼王阿札失里）

      - 寿王ナイマダイ（Naimantai,寿王乃蛮台／نایمتایNāīmatāī）